# Morris Swadesh
Morris Swadesh (ur. 22 stycznia 1909, zm. 20 lipca 1967) – amerykański lingwista.
Studiował na Uniwersytecie Chicagowskim (magisterium w 1931) u Edwarda Sapira, a na Uniwersytecie Yale w 1933 obronił doktorat na temat semantyki Nootka (języka jednego z plemion Indian kanadyjskich). Pracował naukowo i był nauczycielem akademickim w Stanach Zjednoczonych (lata 1933–1939, 1941–1953) oraz w Meksyku (1939–1941, 1956–1967). Od 1953 do 1956 prowadził niezależne badania terenowe.
Stał się znany dzięki kompilacji listy 100 znaczeń (tzw. lista Swadesha) i hipotezie, według której słowa reprezentujące owe znaczenia stanowią podstawowe słownictwo w przypadku każdego z języków i można ich używać do określenia bliskości danej pary języków. Hipoteza ta, zakładająca uniwersalność znaczeń, wzbudza do dziś kontrowersje wśród lingwistów, niemniej sama lista i metody porównawcze stworzone w oparciu o nią na stałe zadomowiły się wśród lingwistycznych narzędzi.